# 青柳勝彦
青柳 勝彦（あおやぎ かつひこ、1973年6月1日 - ）は、日本のラグビー指導者。現在ジャパンラグビーリーグワン埼玉パナソニックワイルドナイツのFWコーチ兼S&Cアシスタントを務めている。

## プロフィール
- 宮城県出身[1]。
- 現役時代のポジションはフランカー(FL)。

## 略歴
大東一高校卒業後、大東文化大学に入る。
大東文化大学卒業後、三洋電機(現・埼玉パナソニックワイルドナイツ)に加入。
現役引退後、パナソニック ワイルドナイツのストレングス&フィットネスコーチを経て、2013年、大東文化大学ラグビー部の監督に就任。
2017年、監督としてチームを22年ぶりのリーグ戦優勝に導く。
そして2019年、パナソニック ワイルドナイツのコーチに復帰。